# Harriet Tubman
Harriet Tubman (Dorchester County, Maryland, 1823 – Auburn, 10 maart 1913) was een Amerikaanse abolitionist. Ze was een ontsnapte tot slaaf gemaakte. Ze heeft op naar schatting 13 reizen naar het zuiden van de Verenigde Staten ongeveer 70 tot slaaf gemaakten geholpen te ontsnappen naar het noorden of naar Canada, gebruikmakend van het netwerk dat bekendstaat als de Underground Railroad. Ze heeft John Brown geholpen om mannen te rekruteren voor zijn raid on Harper's Ferry, een mislukte poging om een slavenopstand te starten door een overval op het arsenaal in Harpers Ferry (West Virginia). Tijdens de Amerikaanse Burgeroorlog werkte ze voor de Union Army, eerst als verpleegster en als kok, en later als (gewapend) verkenner en als spion. Ze gidste de Raid on Combahee Ferry, waarbij ruim 700 tot slaaf gemaakten bevrijd werden door het Noordelijke leger, en werkte voor kolonel Robert Gould Shaw tijdens de gedoemde aanval op Fort Wagner. Na de oorlog trok ze zich terug in Auburn (New York), waar ze haar bejaarde ouders (die ze voor de oorlog zelf had helpen ontkomen uit het zuiden) verzorgde. Op latere leeftijd zette ze zich in voor het vrouwenkiesrecht.

## Eerbetoon

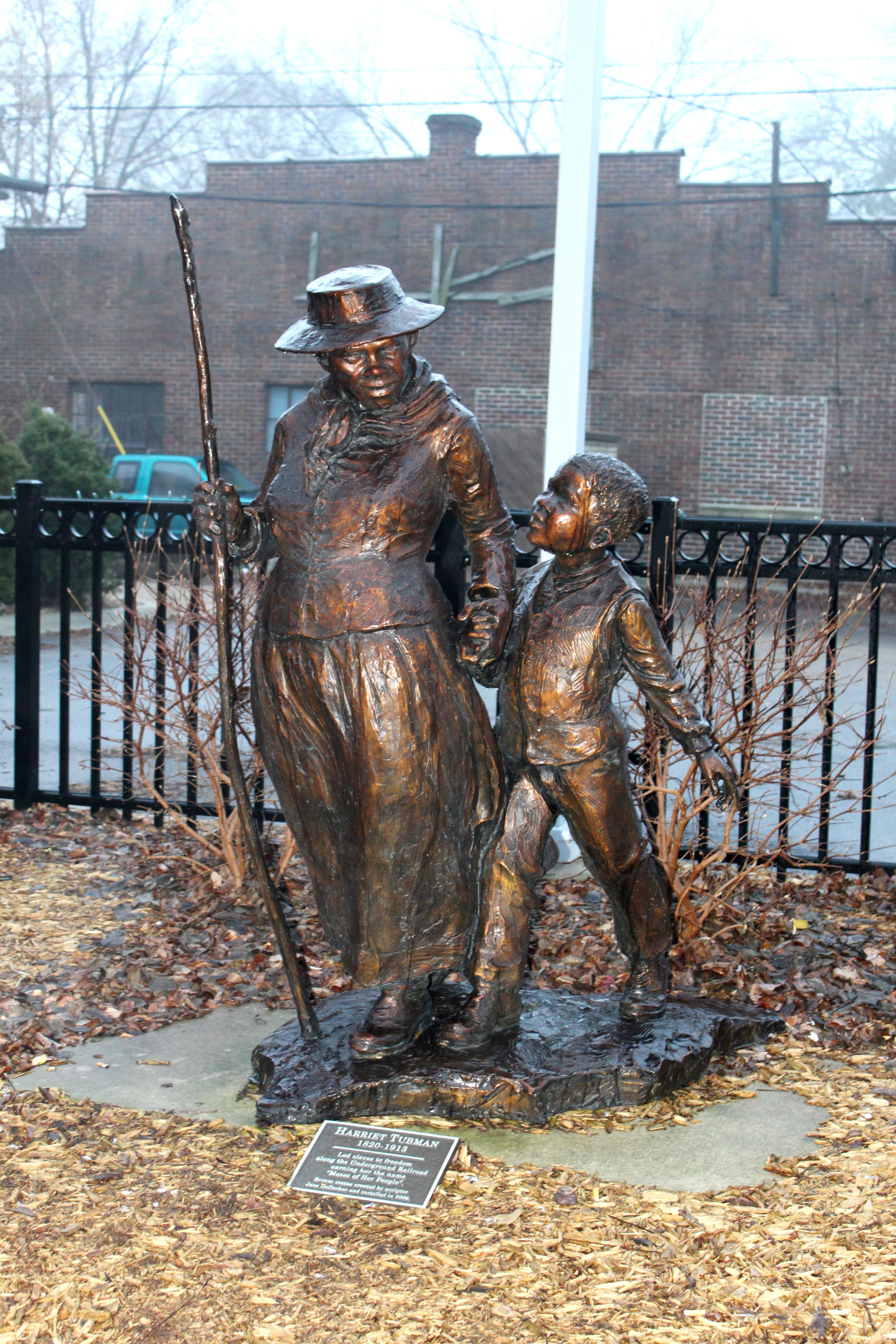
Beeld ter nagedachtenis aan Harriet Tubman

Bij leven al bekend en alom gerespecteerd, was Tubman aan het eind van de 20e eeuw een van de bekendste Amerikanen van voor de burgeroorlog. Er zijn op verschillende plaatsen monumenten voor haar opgericht. Veel scholen, een marineschip en een planetoïde zijn naar haar genoemd. Ze is opgenomen in de National Women's Hall of Fame, en er is een postzegel met haar beeltenis uitgebracht. In 2019 verscheen de film Harriet over haar leven.

### Dollarbiljet
In 2016 werd bekend dat Tubmans beeltenis Andrew Jackson zou vervangen op de voorzijde van het Amerikaanse biljet van twintig dollar. Volgens het plan, dat werd aangekondigd door Jack Lew, minister van financiën onder president Obama, blijft Jackson - die zelf slaven had - wel op de achterkant van het biljet staan. Met deze wijziging zou voor het eerst het gezicht van een vrouw en voor het eerst een gezicht van een Afro-Amerikaan op een Amerikaans bankbiljet komen. President Donald Trump liep echter niet warm voor dit idee. Het plan, dat eind 2018 in een ver stadium van voorbereiding was, werd door zijn regering op de lange baan geschoven. In zijn eerste weken als president zette Joe Biden het plan opnieuw in werking. De verwachting medio 2021 was dat dit niet eerder geëffectueerd zou zijn dan eind 2024.